# Гронжовиці
Гронжовиці (пол. Grążowice) — село в Польщі, у гміні Славно Опочинського повіту Лодзинського воєводства.
Населення — 200 осіб (2011).
У 1975-1998 роках село належало до Пйотрковського воєводства.

## Демографія
Демографічна структура станом на 31 березня 2011 року:
|          | Загалом | Допрацездатний вік | Працездатний вік | Постпрацездатний вік |
| -------- | ------- | ------------------ | ---------------- | -------------------- |
| Чоловіки | 101     | 30                 | 60               | 11                   |
| Жінки    | 99      | 24                 | 52               | 23                   |
| Разом    | 200     | 54                 | 112              | 34                   |